# Črnec Dugoselski
Črnec Dugoselski – wieś w Chorwacji, w żupanii zagrzebskiej, w gminie Rugvica. W 2011 roku liczyła 191 mieszkańców.